# 瓦爾肯山
71°29′S 1°59′W / 71.483°S 1.983°W
瓦爾肯山是南極洲的山峰，位於毛德皇后地的瑪塔公主海岸，處於馬爾斯特嫩冰原島峰西南面11公里，屬於阿爾曼嶺的一部分，由挪威製圖師根據測量和空中照片繪入地圖。